# Torneio de Wimbledon de 2022
O Torneio de Wimbledon de 2022 foi um torneio de tênis disputado nas quadras de grama do All England Lawn Tennis and Croquet Club, no bairro de Wimbledon, em Londres, no Reino Unido, entre 27 de junho e 10 de julho. Corresponde à 54ª edição da era aberta e à 135.ª de todos os tempos.
Vencendo a final de virada contra o australiano Nick Kyrgios, Novak Djokovic levou o sétimo troféu após três horas de confronto. Descola de Roger Federer e fica a um número do maior vencedor do Grand Slam de todos os tempos. Em uma decisão de estreantes, a cazaque Elena Rybakina superou a tunisiana Ons Jabeur, revertendo o placar inicialmente contrário, por 2 sets a 1. Apesar da coincidência de a campeã ter nascido em Moscou, no torneio que baniu jogadores que defendem as cores russas, a mesma rejeitou a ideia de ser produto desse país, sendo que defende o Cazaquistão desde 2018.
Nas duplas, os australianos Matthew Edben [en] e Max Purcell [en] levaram o primeiro troféu de Grand Slam, em jogo de cinco sets. Depois de quatro anos, as tchecas Barbora Krejčíková e Kateřina Siniaková conquistaram o bicampeonato em Wimbledon por sets diretos. E a parceria anglófona, formada pelo britânico Neal Skupski [en] e a americana Desirae Krawczyk defenderam seu título na grama londrina.

## O fim do Middle Sunday
O tradicional dia de descanso durante o segundo domingo, deixou de ser praticado a partir de 2022. Serão catorze dias seguidos de jogos.
Em apenas quatro ocasiões - 1991, 1997, 2004 e 2016 - esse dia contou com a programação, pois ela foi atrasada por chuvas na primeira semana.
Uma das justificativas para a pausa era a manutenção da grama, uma superfície que se deteriora facilmente ao longo do torneio. No entanto, o presidente do clube, Ian Hewitt, garantiu que a tecnologia foi aprimorada para comportar a mudança.

## Tiebreak de 10 pontos
Esta é a primeira edição de Wimbledon com tiebreak no set final (o 5º set entre os homens e o 3º entre as mulheres) depois de 6 games a 6. Em 2019 e 2021, o desempate ia até 7 pontos, no mínimo, como acontece nos sets anteriores. Agora, são 10 pontos. O vencedor continua tendo que ficar dois pontos acima para liquidar a partida. Tal regra passou a ser praticada em todos os torneios do Grand Slam.

## Eventos sub-14
A edição de 2022 estreou dois novos eventos juvenis, para homens e mulheres, em simples, para jogadores de até 14 anos. As chaves são compostas de 16 competidores cada, divididos em quatro grupos, sob o formato round robin. Os líderes, ao final de três jogos, seguem a disputa por semifinais e finais. Quem não se classifica vai para os play-offs de consolação, no formato eliminatório, em duas fases, com o término em três nomes de destaque.

## Cem anos da Quadra Central
A Quadra Central de Wimbledon foi inaugurada em 1922. Para comemorar o centenário, alguns ex-campeões de simples foram convidados no domingo, 3 de julho de 2022, para o local. O evento foi apresentado por Sue Barker, Clare Balding [en] e John McEnroe. Ainda prestaram homenagem a Barker pelos trinta anos como apresentadora da BBC em Wimbledon.
Os campeões foram apresentados primeiro pelo número de títulos individuais e, depois, dos antigos aos mais recentes. Pela ordem: vencedores únicos - Angela Mortimer, Ann Jones, Stan Smith, Jan Kodeš, Pat Cash, Conchita Martinez, Martina Hingis, Goran Ivanišević, Lleyton Hewitt, Marion Bartoli, Angelique Kerber e Simona Halep; bicampeões - Stefan Edberg, Rafael Nadal, Petra Kvitová e Andy Murray; tricampeões - Margaret Smith Court, John Newcombe, Chris Evert e John McEnroe; tetracampeões - Rod Laver; pentacampeões - Björn Borg e Venus Williams; hexacampeões - Billie Jean King e Novak Djokovic; octacampeões - Roger Federer. A nove vezes campeã Martina Navratilova cancelou sua participação após contrair COVID-19 na manhã do evento. O britânico Tim Henman também foi anunciado para reelembrar suas partidas na quadra como membro do Comitê de Administração de Wimbledon.

## Impacto da invasão da Ucrânia pela Rússia
Depois do circuito remover as bandeiras dos torneios regulares e as seleções em eventos por equipe, o All England Lawn Tennis and Croquet Club (AELTC) deu um passo mais extremo e decidiu proibir os representantes de Rússia e Bielorrússia de disputar o Torneio de Wimbledon de 2022, afirmando que "seria inaceitável que o regime russo tirasse quaisquer benefícios do envolvimento da Rússia ou jogadores bielorrussos", em decorrência da invasão da Ucrânia pela Rússia em 2022.
Jogadores como o defensor do título e hexacampeão Novak Djokovic e Andrey Rublev, um dos afetados, criticaram a decisão, enquanto que os ucranianos Marta Kostyuk e Sergiy Stakhovsky apoiaram. As três associações dirigentes - ATP, WTA e ITF - se juntaram ao coro contra. Em 20 de maio, o trio decidiu retirar os pontos que seriam dados aos participantes do evento, o que fez seus organizadores cogitarem mover um processo. A resolução gerou descontentamento entre os jogadores, como o bicampeão Andy Murray e a ex-número 1 Naomi Osaka, que citou a não-pontuação como um dos motivos para desistir do torneio.

## Transmissão
Esta é a lista de países e canais designados a transmitir o torneio durante a edição em questão:
Países lusófonos

| País(es) | Canal(is)         |
| -------- | ----------------- |
| Brasil   | ESPN SporTV Star+ |
| Portugal | Sport TV          |
| Macau    | CCTV-5            |

Resto do mundo
| País(es)                                                                                                | Canal(is)                                 |
| Países avulsos                                                                                          |                                           |
| África                                                                                                  | África                                    |
| --- | ----------------------------------------- |
| África do Sul                                                                                           | SuperSport                                |
| Américas                                                                                                |                                           |
| Canadá                                                                                                  | TSN                                       |
| Estados Unidos                                                                                          | ESPN Tennis Channel                       |
| Ásia |                                           |
| Azerbaijão                                                                                              | CBC Sport [en] Saran Sport                |
| Cazaquistão                                                                                             | S Sport [tr] Saran Sport Setanta [en] TRT |
| China                                                                                                   | CCTV-5 iQIYI                              |
| Geórgia                                                                                                 | Adjarasport [en] Saran Sport              |
| Índia                                                                                                   | Star India                                |
| Israel                                                                                                  | 5 Sport [en]                              |
| Japão                                                                                                   | NHK NHK World WOWOW                       |
| Quirguistão                                                                                             | Qsport S Sport [tr] Saran Sport TRT       |
| Taiwan                                                                                                  | Sportscast                                |
| Turquia                                                                                                 | S Sport [tr] Saran Sport TRT              |
| Europa                                                                                                  |                                           |
| Albânia                                                                                                 | Canal+ Afrique [en] S4W                   |
| Alemanha                                                                                                | Sky Deutschland                           |
| Chipre                                                                                                  | cyta [en]                                 |
| Croácia                                                                                                 | Eurosport Sport Klub [en]                 |
| Dinamarca                                                                                               | TV 2                                      |
| Espanha                                                                                                 | Movistar+                                 |
| França                                                                                                  | beIN Sports                               |
| Grã-Bretanha                                                                                            | BBC Eurosport UK                          |
| Grécia                                                                                                  | Nova Sports [en]                          |
| Itália                                                                                                  | Sky Italia SuperTennis                    |
| Kosovo                                                                                                  | Artmotion [sq] DigitAlb S4W               |
| Letónia                                                                                                 | Saran Sport TV3                           |
| Malta                                                                                                   | GO Multiplus [en]                         |
| Moldávia                                                                                                | EBEL                                      |
| Países Baixos                                                                                           | Eurosport Ziggo Sport [en]                |
| Polónia                                                                                                 | Polsat                                    |
| Sérvia                                                                                                  | RTS Sport Klub [en]                       |
| Suíça                                                                                                   | SRG SSR (RTS, RSI [en] e SRF [en])        |
| Ucrânia                                                                                                 | Setanta [en]                              |
| Oceania                                                                                                 |                                           |
| Austrália                                                                                               | Nine Network                              |
| Nova Zelândia                                                                                           | Sky [en]                                  |
| Regiões                                                                                                 |                                           |
| África                                                                                                  | Canal+ Afrique [en]                       |
| América Latina                                                                                          | ESPN (América Latina)                     |
| Ásia | Eclat (SPOTV [en])                        |
| ilhas do Pacífico                                                                                       | Digicel                                   |
| Oriente Médio                                                                                           | beIN Sports MENA [en]                     |
| Agrupamentos                                                                                            |                                           |
| Ásia |                                           |
| Arménia · Turquemenistão                                                                                | Saran Sport                               |
| Tajiquistão · Uzbequistão                                                                               | S Sport [tr] Saran Sport TRT              |
| Europa                                                                                                  |                                           |
| Bélgica · Bulgária · Chéquia · Eslováquia · Finlândia · Hungria · Islândia · Noruega · Roménia · Suécia | Eurosport                                 |
| Bósnia e Herzegovina · Eslovénia · Macedónia do Norte · Montenegro                                      | Sport Klub [en]                           |
| Estónia · Lituânia                                                                                      | Saran Sport                               |

## Pontuação e premiação

### Distribuição de pontos
Não houve.

### Premiação
A premiação geral aumentou 15% em relação a 2021. Os títulos de simples tiveram um acréscimo de £ 300.000 cada.
Os juvenis não são pagos.
| Evento                 | V           | F           | SF         | QF         | Últimos 16 | Últimos 32 | Últimos 64 | Últimos 128 | Q3       | Q2       | Q1       |
| Contemplados           | 1           | 1           | 2          | 4          | 8          | 16         | 32         | 64          | 16       | 32       | 64       |
| Simples (2)            | £ 2.000.000 | £ 1.050.000 | £ 535.000  | £ 310.000  | £ 190.000  | £ 120.000  | £ 78.000   | £ 50.000    | £ 32.000 | £ 19.000 | £ 11.000 |
| Duplas (2)             | £ 540.000   | £ 270.000   | £ 135.000  | £ 67.000   | £ 33.000   | £ 20.000   | £ 12.500   | —           | —        | —        | —        |
| Duplas mistas          | £ 124.000   | £ 62.000    | £ 31.000   | £ 16.000   | £ 7.500    | £ 3.750    | —          | —           | —        | —        | —        |
| Simples cadeirante (2) | £ 51.000    | £ 26.000    | £ 17.500   | £ 12.000   | —          | —          | —          | —           | —        | —        | —        |
| Simples tetraplégico   | £ 51.000    | £ 26.000    | £ 17.500** | £ 12.000** | —          | —          | —          | —           | —        | —        | —        |
| Duplas cadeirantes (2) | £ 22.000    | £ 11.000    | £ 6.500    | —          | —          | —          | —          | —           | —        | —        | —        |
| Duplas tetraplégicas   | £ 22.000    | £ 11.000    | £ 6.500    | —          | —          | —          | —          | —           | —        | —        | —        |

Total dos eventos: £ 38.300.500
Per diem (estimado): £ 2.049.500
Total da premiação: £ 40.350.000

## Cabeças de chave

### Simples
Cabeças anunciados(as) em 20 de junho de 2022. Dados de Ranking e Pontos anteriores são de 27 de junho de 2022.
Em verde, o(s) cabeça(s) de chave campeão(ões). Em vermelho, o(s) vice-campeão(ões).

#### Masculino
Como resultado de regras especiais para ajuste de classificação devido à pandemia de COVID-19, os jogadores estão defendendo o maior dos pontos entre: Wimbledon 2021 (i) ou 50% de Wimbledon de 2019 (ii). Esses pontos não são obrigatórios e estão inclusos na tabela abaixo apenas se contados para o ranking de 27 de junho de 2022. Observar que é um sistema diferente do que a WTA está usando para as disputas femininas.
A ATP não está premiando com pontos na edição de 2022 devido à decisão do All England Club de banir jogadores russos e bielorrussos do torneio. Os pontos descontados de 2021 ou 2019 serão substituídos pelo próximo melhor resultado do jogador, independente do seu desempenho em Wimbledon.
| Cabeça | Ranking | Jogador                 | Pontos anteriores | Pontos a defender (2021 ou 2019)† | Próximo melhor resultado‡ | Nova pontuação | Eliminado na | Eliminado por               |
| ------ | ------- | ----------------------- | ----------------- | --------------------------------- | ------------------------- | -------------- | ------------ | --------------------------- |
| 1      | 3       | Novak Djokovic          | 6.770             | 2.000                             | 0                         | 4.770          | Campeão      | –                           |
| 2      | 4       | Rafael Nadal            | 6.525             | 360                               | 0                         | 6.165          | SF, w.o.     | Nick Kyrgios                |
| 3      | 6       | Casper Ruud             | 5.050             | —§                                | —                         | 5.050          | 2ª fase      | Ugo Humbert                 |
| 4      | 5       | Stefanos Tsitsipas      | 5.150             | —§                                | —                         | 5.150          | 3ª fase      | Nick Kyrgios                |
| 5      | 7       | Carlos Alcaraz          | 4.890             | 45                                | 0                         | 4.845          | 4ª fase      | Jannik Sinner [10]          |
| 6      | 9       | Félix Auger-Aliassime   | 3.760             | 360                               | 45                        | 3.445          | 1ª fase      | Maxime Cressy               |
| 7      | 10      | Hubert Hurkacz          | 3.735             | 720                               | 10                        | 3.025          | 1ª fase      | Alejandro Davidovich Fokina |
| 9      | 12      | Cameron Norrie          | 3.200             | 90                                | 45                        | 3.155          | SF           | Novak Djokovic [1]          |
| 10     | 13      | Jannik Sinner           | 3.185             | —§                                | —                         | 3.185          | QF           | Novak Djokovic [1]          |
| 11     | 14      | Taylor Fritz            | 3.045             | 90                                | 20                        | 2.975          | QF           | Rafael Nadal [2]            |
| 12     | 15      | Diego Schwartzman       | 2.325             | —§                                | —                         | 2.325          | 2ª fase      | Liam Broady (WC)            |
| 13     | 16      | Denis Shapovalov        | 2.293             | 720                               | 0                         | 1.573          | 2ª fase      | Brandon Nakashima           |
| 15     | 18      | Reilly Opelka           | 2.100             | 45                                | 0                         | 2.055          | 2ª fase      | Tim van Rijthoven (WC)      |
| 16     | 20      | Pablo Carreño Busta     | 1.930             | 10                                | 6                         | 1.926          | 1ª fase, ab. | Dušan Lajović               |
| 17     | 19      | Roberto Bautista Agut   | 2.008             | 360                               | 10                        | 1.658          | 2ª fasew.o.  | Daniel Elahi Galán          |
| 18     | 21      | Grigor Dimitrov         | 1.785             | 45                                | 0                         | 1.740          | 1ª fase, ab. | Steve Johnson               |
| 19     | 27      | Alex de Minaur          | 1.473             | 23                                | 10                        | 1.460          | 4ª fase      | Cristian Garín              |
| 20     | 24      | John Isner              | 1.616             | 23                                | 0                         | 1.593          | 3ª fase      | Jannik Sinner [10]          |
| 21     | 25      | Botic van de Zandschulp | 1.518             | 61                                | 26                        | 1.483          | 4ª fase      | Rafael Nadal [2]            |
| 22     | 26      | Nikoloz Basilashvili    | 1.473             | 23                                | 10                        | 1.460          | 3ª fase      | Tim van Rijthoven (WC)      |
| 23     | 28      | Frances Tiafoe          | 1.439             | 90                                | 0                         | 1.349          | 4ª fase      | David Goffin                |
| 24     | 29      | Holger Rune             | 1.420             | —§                                | —                         | 1.420          | 1ª fase      | Marcos Giron                |
| 25     | 30      | Miomir Kecmanović       | 1.306             | 45                                | 10                        | 1.271          | 3ª fase      | Novak Djokovic [1]          |
| 26     | 31      | Filip Krajinović        | 1.300             | —§                                | —                         | 1.300          | 2ª fase      | Nick Kyrgios                |
| 27     | 54      | Lorenzo Sonego          | 980               | 180                               | 10                        | 810            | 3ª fase      | Rafael Nadal [2]            |
| 28     | 33      | Daniel Evans            | 1.198             | 90                                | 20                        | 1.128          | 1ª fase      | Jason Kubler (Q)            |
| 29     | 34      | Jenson Brooksby         | 1.187             | —§                                | —                         | 1.187          | 3ª fase      | Cristian Garín              |
| 30     | 32      | Tommy Paul              | 1.208             | —§                                | —                         | 1.208          | 4ª fase      | Cameron Norrie [9]          |
| 31     | 35      | Sebastián Báez          | 1.168             | —§                                | —                         | 1.168          | 2ª fase      | David Goffin                |
| 32     | 36      | Oscar Otte              | 1.155             | 70                                | 12                        | 1.097          | 3ª fase      | Carlos Alcaraz [5]          |

† Esta coluna exibe o maior número de pontos do jogador no torneio de 2021 ou 50% dos pontos no torneio de 2019. Apenas os pontos refletidos no ranking de 27 de junho de 2022.
‡ Como a ATP não está dando pontos para o torneio de 2022, os pontos de 2021 ou 2019 serão substituídos pelo próximo melhor resultado do jogador.
§ O jogador não pontuou no torneio em 2021 ou 2019, que constou no ranking de 27 de junho de 2022. Portanto, não haverá substituição por nenhuma pontuação.

##### Desistências
| Ranking | Jogador           | Pontos anteriores | Pontos a defender | Próximo melhor resultado | Nova pontuação | Motivo                                                                               |
| ------- | ----------------- | ----------------- | ----------------- | ------------------------ | -------------- | ------------------------------------------------------------------------------------ |
| 2       | Alexander Zverev  | 7.030             | 180               | 0                        | 6.850          | Lesão no tornozelo direito                                                           |
| 8       | Matteo Berrettini | 3.480             | 1.200             | 0                        | 2.280          | Diagnosticado com COVID-19. Desistiu depois de a chave ser sorteada. Era o cabeça 11 |
| 14      | Marin Čilić       | 2.220             | 90                | 0                        | 2.130          | Diagnosticado com COVID-19. Desistiu depois de a chave ser sorteada. Era o cabeça 17 |
| 23      | Gaël Monfils      | 1.660             | 45                | 0                        | 1.615          | Lesão no pé direito                                                                  |

##### Banidos
Jogadores que seriam cabeças de chave, mas não foram autorizados a participar do torneio devido à decisão de banir àqueles que representam a Rússia e a Bielorrússia.
| Ranking | Jogador         | Pontos anteriores | Pontos a defender | Próximo melhor resultado | Nova pontuação |
| ------- | --------------- | ----------------- | ----------------- | ------------------------ | -------------- |
| 1       | Daniil Medvedev | 7.955             | 180               | 0                        | 7.775          |
| 8       | Andrey Rublev   | 3.870             | 180               | 10                       | 3.700          |
| 22      | Karen Khachanov | 1.755             | 360               | 45                       | 1.440          |

#### Feminino
A WTA não está premiando com pontos na edição de 2022 devido à decisão do All England Club de banir jogadoras russas e bielorrussas do torneio. Os pontos descontados de 2021 serão substituídos pelo próximo melhor resultado da jogadora, independente do seu desempenho em Wimbledon. Observar que é um sistema diferente do que a ATP está usando para as disputas masculinas.
| Cabeça | Ranking | Jogadora              | Pontos anteriores | Pontos a defender | Próximo melhor resultado† | Nova pontuação | Eliminada na | Eliminada por               |
| ------ | ------- | --------------------- | ----------------- | ----------------- | ------------------------- | -------------- | ------------ | --------------------------- |
| 1      | 1       | Iga Świątek           | 8.576             | 240               | 0                         | 8.336          | 3ª fase      | Alizé Cornet                |
| 2      | 3       | Anett Kontaveit       | 4.306             | 10                | 30                        | 4.326          | 2ª fase      | Jule Niemeier               |
| 3      | 2       | Ons Jabeur            | 4.340             | 430               | 100                       | 4.010          | F            | Elena Rybakina              |
| 4      | 4       | Paula Badosa          | 4.245             | 240               | 25                        | 4.030          | 4ª fase      | Simona Halep [16]           |
| 5      | 5       | Maria Sakkari         | 4.205             | 70                | 55                        | 4.190          | 3ª fase      | Tatjana Maria               |
| 6      | 7       | Karolína Plíšková     | 3.777             | 1.300             | 0                         | 2.477          | 2ª fase      | Katie Boulter [WC]          |
| 7      | 8       | Danielle Collins      | 3.255             | 70+60             | 5+1                       | 3.131          | 1ª fase      | Marie Bouzková              |
| 8      | 9       | Jessica Pegula        | 3.156             | 70                | 1                         | 3.087          | 3ª fase      | Petra Martić                |
| 9      | 10      | Garbiñe Muguruza      | 3.015             | 130               | 1                         | 2.886          | 1ª fase      | Greet Minnen                |
| 10     | 11      | Emma Raducanu         | 2.952             | 240               | 5                         | 2.717          | 2ª fase      | Caroline Garcia             |
| 11     | 12      | Coco Gauff            | 2.886             | 240               | 1                         | 2.647          | 3ª fase      | Amanda Anisimova [20]       |
| 12     | 17      | Jeļena Ostapenko      | 2.431             | 130               | 1                         | 2.302          | 4ª fase      | Tatjana Maria               |
| 13     | 14      | Barbora Krejčíková    | 2.593             | 240               | 0                         | 2.353          | 3ª fase      | Ajla Tomljanović            |
| 14     | 16      | Belinda Bencic        | 2.585             | 10                | 60                        | 2.635          | 1ª fase      | Wang Qiang                  |
| 15     | 19      | Angelique Kerber      | 2.199             | 780               | 0                         | 1.419          | 3ª fase      | Elise Mertens [24]          |
| 16     | 18      | Simona Halep          | 2.315             | 0                 | 100                       | 2.415          | SF           | Elena Rybakina [17]         |
| 17     | 23      | Elena Rybakina        | 1.990             | 240               | 55                        | 1.805          | Campeã       | –                           |
| 18     | 22      | Jil Teichmann         | 2.023             | 10                | 1                         | 2.014          | 1ª fase      | Ajla Tomljanović            |
| 20     | 25      | Amanda Anisimova      | 1.840             | 10                | 1                         | 1.831          | QF           | Simona Halep [16]           |
| 21     | 27      | Camila Giorgi         | 1.787             | 70                | 1                         | 1.718          | 1ª fase      | Magdalena Fręch             |
| 22     | 29      | Martina Trevisan      | 1.744             | 10                | 20                        | 1.754          | 1ª fase      | Elisabetta Cocciaretto [PR] |
| 23     | 28      | Beatriz Haddad Maia   | 1.782             | —‡                | —                         | 1.782          | 1ª fase      | Kaja Juvan                  |
| 24     | 31      | Elise Mertens         | 1.615             | 130               | 30                        | 1.515          | 4ª fase      | Ons Jabeur [3]              |
| 25     | 26      | Petra Kvitová         | 1.795             | 10                | 1                         | 1.781          | 3ª fase      | Paula Badosa [4]            |
| 26     | 32      | Sorana Cîrstea        | 1.430             | 130               | 30                        | 1.330          | 2ª fase      | Tatjana Maria               |
| 27     | 33      | Yulia Putintseva      | 1.420             | 70                | 55                        | 1.405          | 1ª fase      | Alizé Cornet                |
| 28     | 36      | Alison Riske-Amritraj | 1.381             | 10                | 30                        | 1.401          | 3ª fase      | Marie Bouzková              |
| 29     | 34      | Anhelina Kalinina     | 1.417             | 96+140§           | 30+30                     | 1.241          | 2ª fase      | Lesia Tsurenko              |
| 30     | 39      | Shelby Rogers         | 1.296             | 130               | 13                        | 1.179          | 1ª fase      | Petra Martić                |
| 31     | 38      | Kaia Kanepi           | 1.297             | 10                | 30                        | 1.317          | 1ª fase      | Diane Parry                 |
| 32     | 45      | Sara Sorribes Tormo   | 1.221             | 70                | 43                        | 1.194          | 2ª fase      | Harmony Tan                 |
| 33     | 41      | Zhang Shuai           | 1.240             | 10                | 60                        | 1.290          | 3ª fase      | Caroline Garcia             |

† Como a WTA não está dando pontos para o torneio de 2022, os pontos de 2021serão substituídos pelo próximo melhor resultado da jogadora.
‡ A jogadora não pontuou no torneio em 2021. Portanto, não haverá substituição por nenhuma pontuação.
§ A jogadora não se classificou para o torneio de 2021. Ela está defendendo os pontos de torneios ITF (Montpellier e Contrexéville), no lugar.

##### Desistências
| Ranking | Jogadora         | Pontos anteriores | Pontos a defender | Próximo melhor resultado | Nova pontuação | Motivo                                                                    |
| ------- | ---------------- | ----------------- | ----------------- | ------------------------ | -------------- | ------------------------------------------------------------------------- |
| 15      | Leylah Fernandez | 2.590             | 10                | 8                        | 2.588          | Fratura por estresse no pé direito                                        |
| 19      | Madison Keys     | 1.964             | 240               | 1                        | 1.725          | Lesão abdominal. Desistiu depois de a chave ser sorteada. Era a cabeça 24 |

##### Banidas
Jogadoras que seriam cabeças de chave, mas não foram autorizadas a participar do torneio devido à decisão de banir àquelas que representam a Rússia e a Bielorrússia.
| Ranking | Jogadora              | Pontos anteriores | Pontos a defender | Próximo melhor resultado | Nova pontuação |
| ------- | --------------------- | ----------------- | ----------------- | ------------------------ | -------------- |
| 6       | Aryna Sabalenka       | 4.046             | 780               | 1                        | 3.267          |
| 13      | Daria Kasatkina       | 2.645             | 70                | 60                       | 2.635          |
| 20      | Victoria Azarenka     | 2.086             | 70                | 0                        | 2.016          |
| 21      | Veronika Kudermetova  | 2.045             | 10                | 55                       | 2.090          |
| 30      | Ekaterina Alexandrova | 1.706             | 70                | 55                       | 1.691          |

### Duplas
| Cabeça | Ranking | Equipe               | Equipe                 |
| ------ | ------- | -------------------- | ---------------------- |
| 1      | 3       | Rajeev Ram           | Joe Salisbury          |
| 2      | 9       | Nikola Mektić        | Mate Pavić             |
| 3      | 15      | Wesley Koolhof       | Neal Skupski           |
| 4      | 21      | Marcelo Arévalo      | Jean-Julien Rojer      |
| 5      | 24      | Tim Pütz             | Michael Venus          |
| 6      | 24      | Juan Sebastián Cabal | Robert Farah           |
| 7      | 31      | John Peers           | Filip Polášek          |
| 8      | 36      | Ivan Dodig           | Austin Krajicek        |
| 9      | 41      | Jamie Murray         | Bruno Soares           |
| 10     | 56      | Thanasi Kokkinakis   | Nick Kyrgios           |
| 11     | 59      | Kevin Krawietz       | Andreas Mies           |
| 12     | 66      | Nicolas Mahut        | Édouard Roger-Vasselin |
| 13     | 66      | Santiago González    | Andrés Molteni         |
| 14     | 65      | Matthew Ebden        | Max Purcell            |
| 15     | 75      | Lloyd Glasspool      | Harri Heliövaara       |
| 16     | 82      | Rafael Matos         | David Vega Hernández   |

| Cabeça | Ranking | Equipe                   | Equipe              |
| ------ | ------- | ------------------------ | ------------------- |
| 1      | 5       | Elise Mertens            | Zhang Shuai         |
| 2      | 10      | Barbora Krejčíková       | Kateřina Siniaková  |
| 3      | 21      | Gabriela Dabrowski       | Giuliana Olmos      |
| 4      | 35      | Lyudmyla Kichenok        | Jeļena Ostapenko    |
| 5      | 44      | Asia Muhammad            | Ena Shibahara       |
| 6      | 44      | Lucie Hradecká           | Sania Mirza         |
| 7      | 47      | Alexa Guarachi           | Andreja Klepač      |
| 8      | 61      | Shuko Aoyama             | Chan Hao-ching      |
| 9      | 51      | Xu Yifan                 | Yang Zhaoxuan       |
| 10     | 83      | Nicole Melichar-Martinez | Ellen Perez         |
| 11     | 78      | Alicja Rosolska          | Erin Routliffe      |
| 12     | 105     | Latisha Chan             | Samantha Stosur     |
| 13     | 86      | Natela Dzalamidze        | Aleksandra Krunić   |
| 14     | 101     | Monica Niculescu         | Elena-Gabriela Ruse |
| 15     | 110     | Nadiia Kichenok          | Raluca Olaru        |
| 16     | 100     | Marie Bouzková           | Tereza Mihalíková   |

#### Mistas
| Cabeça | Ranking | Equipe            | Equipe             |
| ------ | ------- | ----------------- | ------------------ |
| 1      | 19      | Jean-Julien Rojer | Ena Shibahara      |
| 2      | 21      | Neal Skupski      | Desirae Krawczyk   |
| 3      | 22      | Nicolas Mahut     | Zhang Shuai        |
| 4      | 22      | John Peers        | Gabriela Dabrowski |
| 5      | 35      | Marcelo Arévalo   | Giuliana Olmos     |
| 6      | 27      | Mate Pavić        | Sania Mirza        |
| 7      | 28      | Robert Farah      | Jeļena Ostapenko   |
| 8      | 33      | Filip Polášek     | Andreja Klepač     |

## Convidados à chave principal
Os jogadores a seguir receberam convite para disputar diretamente a chave principal.

### Simples
| Masculino | Feminino |
| --- | --- |
| - Zizou Bergs - Liam Broady - Jay Clarke - Alastair Gray - Paul Jubb - Ryan Peniston - Tim van Rijthoven - Stan Wawrinka | - Katie Boulter - Jodie Burrage - Sonay Kartal - Yuriko Miyazaki - Daria Saville - Katie Swan - Serena Williams |

### Duplas
| Masculinas | Femininas | Mistas |
| --- | --- | --- |
| - Liam Broady / Jay Clarke - Julian Cash / Henry Patten - Arthur Fery / Felix Gill - Alastair Gray / Ryan Peniston - Jonny O'Mara / Ken Skupski | - Naiktha Bains / Maia Lumsden - Alicia Barnett / Olivia Nicholls - Jodie Burrage / Eden Silva - Harriet Dart / Heather Watson - Sarah Beth Grey / Yuriko Miyazaki - Sonay Kartal / Nell Miller | - Ivan Dodig / Latisha Chan - Kyle Edmund / Olivia Nicholls - Jamie Murray / Venus Williams - Jonny O'Mara / Alicia Barnett - Ken Skupski / Heather Watson |

## Qualificados à chave principal
O torneio qualificatório se deu no "Wimbledon Qualifying and Community Sports Centre", no distrito londrino de Roehampton, entre 20 e 23 de junho de 2022.

### Simples
| Masculino | Feminino |
| --- | --- |
| 1. Radu Albot 2. Enzo Couacaud 3. Christian Harrison 4. Marc-Andrea Hüsler 5. Lukáš Klein 6. Jason Kubler 7. Nicola Kuhn 8. Mikhail Kukushkin 9. Maximilian Marterer 10. Dennis Novak 11. Max Purcell 12. Alexander Ritschard 13. Lukáš Rosol 14. Jack Sock 15. Andrea Vavassori 16. Bernabé Zapata Miralles | 1. Emina Bektas 2. Mirjam Björklund 3. Louisa Chirico 4. Maja Chwalińska 5. Fernanda Contreras Gómez 6. Jana Fett 7. Jaimee Fourlis 8. Catherine Harrison 9. Zoe Hives 10. Mai Hontama 11. Maddison Inglis 12. Katarzyna Kawa 13. Christina McHale 14. Nastasja Schunk 15. Astra Sharma 16. Yanina Wickmayer |

Lucky losers
| 1. Nuno Borges 2. Hugo Grenier 3. Zdeněk Kolář 4. Stefan Kozlov 5. Elias Ymer | 1. Lesley Pattinama Kerkhove 2. CoCo Vandeweghe 3. Yuan Yue |

## Eliminações em simples

### Masculino
| Final                     | Final                       | Final                   | Final                        |
| ------------------------- | --------------------------- | ----------------------- | ---------------------------- |
| Nick Kyrgios              |                             |                         |                              |
| Semifinais                |                             |                         |                              |
| Cameron Norrie [9]        | Cameron Norrie [9]          | Rafael Nadal [2]        | Rafael Nadal [2]             |
| Quartas de final          |                             |                         |                              |
| Jannik Sinner [10]        | David Goffin                | Cristian Garín          | Taylor Fritz [11]            |
| Quarta fase               |                             |                         |                              |
| Tim van Rijthoven (WC)    | Carlos Alcaraz [5]          | Frances Tiafoe [23]     | Tommy Paul [30]              |
| Alex De Minaur [19]       | Brandon Nakashima           | Jason Kubler (Q)        | Botic van de Zandschulp [21] |
| Terceira fase             |                             |                         |                              |
| Miomir Kecmanović [25]    | Nikoloz Basilashvili [22]   | John Isner [20]         | Oscar Otte [32]              |
| Ugo Humbert               | Alexander Bublik            | Steve Johnson           | Jiří Veselý                  |
| Jenson Brooksby [29]      | Liam Broady (WC)            | Daniel Elahi Galán      | Stefanos Tsitsipas [4]       |
| Jack Sock (Q)             | Alex Molčan                 | Richard Gasquet         | Lorenzo Sonego [27]          |
| Segunda fase              |                             |                         |                              |
| Thanasi Kokkinakis        | Alejandro Tabilo            | Quentin Halys           | Reilly Opelka [15]           |
| Mikael Ymer               | Andy Murray                 | Christian Harrison (Q)  | Tallon Griekspoor            |
| Casper Ruud [3]           | Sebastián Báez [31]         | Maximilian Marterer (Q) | Dušan Lajović                |
| Jaume Munar               | Ryan Peniston (WC)          | Adrian Mannarino        | Alejandro Davidovich Fokina  |
| Hugo Grenier (LL)         | Benjamin Bonzi              | Jack Draper             | Diego Schwartzman [12]       |
| Denis Shapovalov [13]     | Roberto Bautista Agut [17]  | Filip Krajinović [26]   | Jordan Thompson              |
| Maxime Cressy             | Dennis Novak (Q)            | Marcos Giron            | Alastair Gray (WC)           |
| Mackenzie McDonald        | Emil Ruusuvuori             | Hugo Gaston             | Ričardas Berankis            |
| Primeira fase             |                             |                         |                              |
| Kwon Soon-woo             | Kamil Majchrzak             | Laslo Đere              | John Millman                 |
| Lukáš Rosol (Q)           | Benoît Paire                | Federico Delbonis       | Carlos Taberner              |
| Stan Wawrinka (WC)        | Daniel Altmaier             | James Duckworth         | Enzo Couacaud (Q)            |
| Peter Gojowczyk           | Jay Clarke (WC)             | Fabio Fognini           | Jan-Lennard Struff           |
| Albert Ramos Viñolas      | Tomás Martín Etcheverry     | Radu Albot (Q)          | Taro Daniel                  |
| Andrea Vavassori (Q)      | Aljaž Bedene (PR)           | Márton Fucsovics        | Pablo Carreño Busta [16]     |
| Pablo Andújar             | Thiago Monteiro             | Henri Laaksonen         | Grigor Dimitrov [18]         |
| Fernando Verdasco         | Max Purcell (Q)             | Federico Coria          | Hubert Hurkacz [7]           |
| Elias Ymer (LL)           | Marc-Andrea Hüsler (Q)      | Zdeněk Kolář (LL)       | Mikhail Kukushkin (Q)        |
| Hugo Dellien              | Zizou Bergs (WC)            | Lukáš Klein (Q)         | Stefan Kozlov (LL)           |
| Arthur Rinderknech        | Nicola Kuhn (Q)             | Dominik Koepfer         | Attila Balázs (PR)           |
| Jiří Lehečka              | Paul Jubb (WC)              | Roberto Carballés Baena | Alexander Ritschard (Q)      |
| Félix Auger-Aliassime [6] | Bernabé Zapata Miralles (Q) | Facundo Bagnis          | Daniel Evans [28]            |
| Holger Rune [24]          | Pedro Martínez              | Tseng Chun-hsin         | Lorenzo Musetti              |
| Nuno Borges (LL)          | João Sousa                  | Yoshihito Nishioka      | Feliciano López              |
| Denis Kudla               | Alexei Popyrin              | Sam Querrey             | Francisco Cerúndolo          |

### Feminino
| Final                          | Final                        | Final                       | Final                    |
| ------------------------------ | ---------------------------- | --------------------------- | ------------------------ |
| Ons Jabeur [3]                 |                              |                             |                          |
| Semifinais                     |                              |                             |                          |
| Simona Halep [16]              | Simona Halep [16]            | Tatjana Maria               | Tatjana Maria            |
| Quartas de final               |                              |                             |                          |
| Ajla Tomljanović               | Amanda Anisimova [20]        | Marie Bouzková              | Jule Niemeier            |
| Quarta fase                    |                              |                             |                          |
| Alizé Cornet                   | Petra Martić                 | Paula Badosa [4]            | Harmony Tan              |
| Caroline Garcia                | Elise Mertens [24]           | Jeļena Ostapenko [12]       | Heather Watson           |
| Terceira fase                  |                              |                             |                          |
| Iga Świątek [1]                | Barbora Krejčíková [13]      | Zheng Qinwen                | Jessica Pegula [8]       |
| Petra Kvitová [25]             | Magdalena Fręch              | Coco Gauff [11]             | Katie Boulter (WC)       |
| Alison Riske-Amritraj [28]     | Zhang Shuai [33]             | Angelique Kerber [15]       | Diane Parry              |
| Maria Sakkari [5]              | Irina-Camelia Begu           | Kaja Juvan                  | Lesia Tsurenko           |
| Segunda fase                   |                              |                             |                          |
| Lesley Pattinama Kerkhove (LL) | Claire Liu                   | Catherine Harrison (Q)      | Viktorija Golubic        |
| Greet Minnen                   | Bianca Andreescu             | Kristína Kučová             | Harriet Dart             |
| Irina Bara                     | Ana Bogdan                   | Anna Karolína Schmiedlová   | Kirsten Flipkens (PR)    |
| Mihaela Buzărnescu             | Lauren Davis                 | Sara Sorribes Tormo [32]    | Karolína Plíšková [6]    |
| Ann Li                         | Maja Chwalińska (Q)          | Marta Kostyuk               | Emma Raducanu [10]       |
| Magda Linette                  | Panna Udvardy                | Mai Hontama (Q)             | Katarzyna Kawa (Q)       |
| Viktoriya Tomova               | Sorana Cîrstea [26]          | Elisabetta Cocciaretto (PR) | Yanina Wickmayer (Q)     |
| Wang Qiang                     | Dalma Gálfi                  | Anhelina Kalinina [29]      | Anett Kontaveit [2]      |
| Primeira fase                  |                              |                             |                          |
| Jana Fett (Q)                  | Sonay Kartal (WC)            | Nuria Parrizas-Diaz         | Yulia Putintseva [27]    |
| Jil Teichmann [18]             | Arantxa Rus                  | Andrea Petković             | Maryna Zanevska          |
| Garbiñe Muguruza [9]           | Sloane Stephens              | Emina Bektas (Q)            | Coco Vandeweghe (LL)     |
| Shelby Rogers [30]             | Laura Pigossi                | Rebeka Masarova             | Donna Vekić              |
| Louisa Chirico (Q)             | Chloé Paquet                 | Dayana Yastremska           | Jasmine Paolini          |
| Camila Giorgi [21]             | Rebecca Peterson             | Jaimee Fourlis (Q)          | Karolína Muchová         |
| Elena-Gabriela Ruse            | Nastasja Schunk (Q)          | Madison Brengle             | Yuan Yue (LL)            |
| Christina McHale (Q)           | Serena Williams (WC)         | Clara Burel                 | Tereza Martincová        |
| Danielle Collins [7]           | Lucia Bronzetti              | Kateřina Siniaková          | Ylena In-Albon           |
| Misaki Doi                     | Katie Swan (WC)              | Yuriko Miyazaki (WC)        | Alison Van Uytvanck      |
| Kristina Mladenovic            | Fernanda Contreras Gómez (Q) | Tamara Zidanšek             | Camila Osorio            |
| Kaia Kanepi [31]               | Clara Tauson                 | Rebecca Marino              | Mirjam Björklund (Q)     |
| Zoe Hives (Q)                  | Daria Saville (WC)           | Astra Sharma (Q)            | Aleksandra Krunić        |
| Martina Trevisan [22]          | Ekaterine Gorgodze           | Zhu Lin                     | Océane Dodin             |
| Belinda Bencic [14]            | Tamara Korpatsch             | Maddison Inglis (Q)         | Beatriz Haddad Maia [23] |
| Anna Bondár                    | Jodie Burrage (WC)           | Wang Xiyu                   | Bernarda Pera            |

## Finais

### Profissional
| Categoria | Evento    | Campeã(s)(o/ões)                      | Vice-campeã(s)(o/ões)         | Resultado                       | Chave(s)  | Chave(s)       |
| --------- | --------- | ------------------------------------- | ----------------------------- | ------------------------------- | --------- | -------------- |
| Simples   | Masculino | Novak Djokovic                        | Nick Kyrgios                  | 4–6, 6–3, 6–4, 7–63             | principal | qualificatório |
| Simples   | Feminino  | Elena Rybakina                        | Ons Jabeur                    | 3–6, 6–2, 6–2                   | principal | qualificatório |
| Duplas    | Masculino | Matthew Ebden Max Purcell             | Nikola Mektić Mate Pavić      | 7–65, 36–7, 4–6, 6–4, 7–6(10–2) | principal | principal      |
| Duplas    | Feminino  | Barbora Krejčíková Kateřina Siniaková | Elise Mertens Zhang Shuai     | 6–2, 6–4                        | principal | principal      |
| Duplas    | Misto     | Neal Skupski Desirae Krawczyk         | Matthew Ebden Samantha Stosur | 6–4, 6–3                        | principal | principal      |

### Juvenil
| Categoria | Evento    | Campeã(s)(o/ões)                   | Vice-campeã(s)(o/ões)        | Resultado        | Chave(s)  | Chave(s)       |
| --------- | --------- | ---------------------------------- | ---------------------------- | ---------------- | --------- | -------------- |
| Simples   | Masculino | Mili Poljičak                      | Michael Zheng                | 7–62, 7–63       | principal | qualificatório |
| Simples   | Feminino  | Liv Hovde                          | Luca Udvardy                 | 6–3, 6–4         | principal | qualificatório |
| Duplas    | Masculino | Sebastian Gorzny Alex Michelsen    | Gabriel Debru Paul Inchauspé | 7–65, 6–3        | principal | principal      |
| Duplas    | Feminino  | Rose Marie Nijkamp Angella Okutoyi | Kayla Cross Victoria Mboko   | 3–6, 6–4, [11–9] | principal | principal      |

### Juvenil sub-14
| Categoria | Evento    | Campeã(s)(o/ões)  | Vice-campeã(s)(o/ões)  | Resultado | Chave(s)  | Chave(s)  |
| --------- | --------- | ----------------- | ---------------------- | --------- | --------- | --------- |
| Simples   | Masculino | Cho Se-hyuk       | Carel Aubriel Ngounoue | 7–65, 6–3 | principal | principal |
| Simples   | Feminino  | Alexia Ioana Tatu | Andreea Diana Soare    | 7–62, 6–4 | principal | principal |

### Cadeirante
| Categoria | Evento       | Campeã(s)(o/ões)                 | Vice-campeã(s)(o/ões)         | Resultado           | Chave     |
| --------- | ------------ | -------------------------------- | ----------------------------- | ------------------- | --------- |
| Simples   | Masculino    | Shingo Kunieda                   | Alfie Hewett                  | 4–6, 7–5, 7–6(10–5) | principal |
| Simples   | Feminino     | Diede de Groot                   | Yui Kamiji                    | 6–4, 6–2            | principal |
| Simples   | Tetraplégico | Sam Schröder                     | Niels Vink                    | 7–65, 6–1           | principal |
| Duplas    | Masculino    | Gustavo Fernández Shingo Kunieda | Alfie Hewett Gordon Reid      | 6–3, 6–1            | principal |
| Duplas    | Feminino     | Yui Kamiji Dana Mathewson        | Diede de Groot Aniek van Koot | 6–1, 7–5            | principal |
| Duplas    | Tetraplégico | Sam Schröder Niels Vink          | Andy Lapthorne David Wagner   | 46–7, 6–2, 6–3      | principal |

### Outros eventos
| Categoria         | Evento    | Campeã(s)(o/ões)              | Vice-campeã(s)(o/ões)           | Resultado | Chave     | Chave     |
| ----------------- | --------- | ----------------------------- | ------------------------------- | --------- | --------- | --------- |
| Duplas convidadas | Masculino | Bob Bryan Mike Bryan          | Marcos Baghdatis Xavier Malisse | 6–3, 6–4  | principal |           |
| Duplas convidadas | Feminino  | Kim Clijsters Martina Hingis  | Daniela Hantuchová Laura Robson | 6–4, 6–2  | principal | principal |
| Duplas convidadas | Misto     | Nenad Zimonjić Marion Bartoli | Todd Woodbridge Cara Black      | 7–61, 6–1 | principal | principal |